# Caryadiplosis venicola
Caryadiplosis venicola är en tvåvingeart som beskrevs av Gagne 2008. Caryadiplosis venicola ingår i släktet Caryadiplosis och familjen gallmyggor. Inga underarter finns listade i Catalogue of Life.